# Kazimirawa (rejon kormański)
Kazimirawa (biał. Казімірава; ros. Казимирово, Kazimirowo) – wieś na Białorusi, w obwodzie homelskim, w rejonie kormańskim, w sielsowiecie Licwinawiczy, nad Sożem.